# Exekutive der Muslime Belgiens
Die Exekutive der Muslime Belgiens (ndl.: Executief van de Moslims van België, frz.: Exécutif des musulmans de Belgique) ist der offizielle muslimische Ansprechpartner der belgischen Bundesregierung für die Umsetzung des am 19. Juli 1974 beschlossenem Gesetzes, das den Islam als eine der öffentlich geförderten Religionen oder säkularen Gemeinschaften in Belgien gemäß dem Gesetz vom 4. März 1870 anerkennt.
Es wurde als königliches Dekret am 3. Juli 1996 verkündet.
In der Folge waren ihre Präsidenten Dr. Didier-Yacine Beyens (1996–1999), Nordin Maloujahmoun (1999–2003), Mohamed Boulif (2003–2005), Coskun Beyazgül (2005–2008) und Semsettin Ugurlu (2008-). 

## Weblink
- Offizielle Website